# Daniel Davis
Daniel Davis, conosciuto anche come Danny Davis (Gurdon, 26 novembre 1945), è un attore statunitense.
È noto per aver interpretato Niles, il maggiordomo della sitcom degli anni novanta La tata, ma anche il Professor Moriarty, controparte olografica del celebre nemico di Sherlock Holmes, nelle serie televisive del franchise di fantascienza di Star Trek, Star Trek: The Next Generation e Star Trek: Picard.

## Biografia
Inizia a recitare fin da giovane, dopo essersi appassionato alla recitazione ispirato da Tyrone Power, e vivendo gran parte delle giornate nella sala cinematografica di proprietà dei genitori. Debutta a soli 11 anni nello spettacolo Betty's Little Rascals. Diviene un attore attivo prevalentemente a teatro, recitando anche a Broadway.
Dal 1980 al 1982 interpreta il personaggio di Eliot Carrington in 181 episodi della soap opera Texas.
Nel 1987 prende parte al film per la televisione storico-biografico sulla rivoluzione americana diretto da William A. Graham, George Washington II: The Forging of a Nation, prodotta da David Gerber Productions e MGM/UA Television per la CBS. Qui vi interpreta il ruolo di Patrick Henry (uno dei più influenti e radicali sostenitori della Rivoluzione e del repubblicanesimo assieme a Samuel Adams e a Thomas Paine), al fianco di Barry Bostwick (celebre per aver interpretato Brad Majors nel film cult The Rocky Horror Picture Show), qui nel ruolo del protagonista, George Washington. Nello stesso anno è anche nel film per la televisione The Spirit, nei panni di Simon Teasdale, al fianco di Sam J. Jones, nei panni dell'eroe dei fumetti The Spirit dalle cui avventure il film stesso è tratto.
Nel 1988 compare nella serie televisiva di fantascienza Star Trek: The Next Generation, seconda serie live-action del franchise di Star Trek, nell'episodio della seconda stagione, Elementare, caro Data (Elementary, Dear Data, 1988), dove interpreta il personaggio del Professor Moriarty, un ologramma dell'omonimo personaggio protagonista della saga letteraria di Arthur Conan Doyle di Sherlock Holmes, e suo storico avversario, che Data chiede al computer della USS Enterprise D di rendere più intelligente, così da essere capace di tenergli testa nelle sue avventure sul ponte ologrammi. Così facendo il computer lo rende senziente e Moriarty finirà per mettere in scacco l'Enterprise D chiedendo di poter uscire dal ponte ologrammi e poter vivere le sue avventure nel mondo reale. È di nuovo nella stessa parte cinque anni più tardi, nell'episodio della sesta stagione, La nave in bottiglia (Ship in a Bottle, 1993), dove torna a impossessarsi dell'Enterprise D, così da ottenere la "libertà" di uscire dal ponte ologrammi. L'equipaggio dell'Enterprise D fa in modo, attraverso uno stratagemma, di dargli l'illusione che questo avvenga. Nel 2023 torna nuovamente a interpretare il personaggio nella terza stagione della nuova serie del franchise Star Trek: Picard.
Nel 1990 ritorna sul grande schermo nei film Caccia a Ottobre Rosso (1990) e Havana (1990), di Sydney Pollack, al fianco di Robert Redford. Nel 1992 prende parte a un episodio della decima stagione  della celebre serie televisiva gialla interpretata da Peter Falk, Colombo (Columbo). Vi impersona il personaggio di Alex Varrick nell'episodio Non c'è tempo per morire (No Time to Die), andato in onda negli USA il 15 marzo 1992 e trasmesso in Italia, su Rete 4, il 27 marzo 1993. Nello stesso 1992 è protagonista anche della serie La signora in giallo (Murder, She Wrote), ideata come la precendete da Richard Levinson e William Link, al fianco della protagonista Angela Lansbury, nei panni di Jessica Fletcher. Davis veste i panni di Neal Dishman dell'episodio dell'ottava stagione, La morte fa il brindisi (Badge of Honor), trasmesso negli USA il 10 maggio 1992 e in Italia su Rai 1 il 9 febbraio 1994. Dal 1993 al 1999 è impegnato in uno dei suoi ruoli maggiormente celebri, quello del maggiordomo Niles, nella sitcom La tata (The Nannie), prodotta, scritta e interpretata da Fran Drescher, nei panni della protagonista Fran Fine (Francesca Cacace, nell'edizione italiana).
Negli anni duemila le sue apparizioni televisive e cinematografiche si vanno diradando. Compare nello spettacolo Talking Heads e nel musical The Frogs. Partecipa alla direzione del musical La Cage aux Folles. Prende parte in qualità di guest star ad alcune serie televisive, quali ad esempio Frasier (2002); Ugly Betty (2008); Gotham (2015), prequel di Batman in cui impersona Jacob Skolimski, padre di Jason Skolimski (Milo Ventimiglia), alias Orco; Elementary (2019), serie ispirata a Sherlock Holmes, ma in cui interpreta il personaggio di Antoine LaGrange; New Amsterdam (2022). Nel 2006 compare inoltre nel film diretto da Christopher Nolan, The Prestige, in cui interpreta la parte del giudice.

## Filmografia

### Attore

#### Cinema
- Piccioni (The Sidelong Glances of a Pigeon Kicker), regia di John Dexter (1970)
- Chain Letters, regia di Mark Rappaport (1985)
- Un poliziotto a 4 zampe (K-9), regia di Rod Daniel (1989)
- Caccia a Ottobre Rosso (The Hunt for Red October), regia di John McTiernan (1990)
- Havana, regia di Sydney Pollack (1990)
- The Prestige, regia di Christopher Nolan (2006)
- The Fold, regia di Campbell Scott - cortometraggio (2016)
- Roses Are Blind, regia di Gui Agustini - cortometraggio (2018)

#### Televisione
- Great Performances – serie TV, 1 episodio (1974)
- Texas – serial TV, 181 episodi (1980-1982)
- Autostop per il cielo (Highway to Heaven) – serie TV, episodio 1x09 (1984)
- New York New York (Cagney & Lacey) – serie TV, episodio 4x10 (1984)
- Mai dire sì (Remington Steele) – serie TV, episodio 3x12 (1985)
- A-Team – serie TV, episodio 4x11 (1985)
- The Eagle and the Bear, regia di Lee H. Katzin – film TV (1985)
- Top Secret (Scarecrow and Mrs. King) – serie TV, episodi 2x23-3x22 (1985-1986)
- Cin cin (Cheers) – serie TV, episodio 4x18 (1986)
- Giustizia cieca (Blind Justice), regia di Rod Holcomb – film TV (1986)
- Hardcastle & McCormick (Hardcastle and McCormick) – serie TV, episodio 3x21 (1986)
- George Washington II: The Forging of a Nation, regia di William A. Graham – film TV (1986) – Patrick Henry
- Matlock – serie TV, episodio 1x11 (1986)
- Tall Tales & Legends – serie TV, episodio 1x08 (1986)
- The Spirit, regia di Michael Schultz – film TV (1987)
- Dynasty – soap opera, 5 episodi (1987-1988)
- What Price Victory, regia di Kevin Connor – film TV (1988)
- Un giustiziere a New York (The Equalizer) – serie TV, episodio 3x14 (1988)
- Frank's Place – serie TV, episodio 1x19 (1988)
- Just in Time – serie TV, episodio 1x05 (1988)
- Star Trek: The Next Generation – serie TV, episodi 2x03-6x12 (1988-1993) – Professor Moriarty
- MacGyver – serie TV, episodio 5x05 (1989)
- E lei rimase sola (She Stood Alone), regia di Jack Gold – film TV (1991)
- Il tributo più bello (The Perfect Tribute), regia di Jack Bender – film TV (1991)
- Palomino, regia di Michael Miller – film TV (1991)
- Colombo (Columbo) – serie TV, episodio 10x05 (1992)
- Civil Wars – serie TV, episodio 1x13 (1992)
- L.A. Law - Avvocati a Los Angeles (L.A. Law) – serie TV, episodio 6x18 (1992)
- La signora in giallo (Murder, She Wrote) – serie TV, episodio 8x21 (1992)
- La tata (The Nanny) – serie TV, 145 episodi (1993-1999)
- Remember WENN – serie TV, episodio 3x12 (1997)
- The Practice - Professione avvocati (The Practice) – serie TV, episodi 5x01-5x02-5x04 (2000)
- Frasier – serie TV, episodio 10x08 (2002)
- Ugly Betty – serie TV, episodio 2x15 (2008)
- The Miraculous Year, regia di Kathryn Bigelow – film TV (2011)
- Gotham – serie TV, episodio 1x20 (2015)
- The Blacklist – serie TV, episodi 4x12-4x20 (2017)
- The Good Fight – serie TV, episodio 3x10 (2019)
- Elementary – serie TV, episodio 7x03 (2019)
- Messaggi da Elsewhere (Dispatches from Elsewhere) – serie TV, episodio 1x10 (2020)
- New Amsterdam – serie TV, episodio 4x21 (2022)
- Star Trek: Picard – serie TV, episodio 3x06 (2023) – Professor Moriarty

### Doppiatore

#### Cinema
- Thru the Moebius Strip, regia di Glenn Chaika (2005)

#### Televisione
- Adventures from the Book of Virtues - serie animata, episodio 1x01 (1996)
- Aaahh!!! Real Monsters - serie animata, episodio 3x06 (1996)
- Duckman: Private Dick/Family Man - serie animata, episodio 4x14 (1997)
- Men in Black: The Series - serie animata, episodi 1x05-3x13 (1997-2000)
- I Rugrats (Rugrats) - serie animata, episodio 6x18 (1999)
- Che spettacolo di cartoni animati (The What a Cartoon Show) - serie animata, episodio 2x11 (2000)
- Longhair and Doubledome: Where There's Smoke, There's Bob, regia di Gavrilo Gnatovich - cortometraggio TV (2002)

## Discografia parziale

### Partecipazioni
- 2005 - Original Broadway Cast The Frogs (Original Broadway Cast Recording)

## Doppiatori italiani
Nelle versioni in italiano delle opere in cui ha recitato, Daniel Davis è stato doppiato da:
- Francesco Vairano in Havana, Caccia a Ottobre Rosso
- Antonio Sanna in Star Trek: The Next Generation (ep. 2x03)
- Sergio Graziani in Star Trek: The Next Generation (ep. 6x12)
- Mino Caprio in La tata
- Diego Reggente in The Prestige
- Mario Bombardieri in The Blacklist
- Stefano Oppedisano in Star Trek: Picard